# Conscious Party
Conscious Party – trzeci album Ziggy Marley & The Melody Makers. Album został wydany w 1988. Stał się popularny poprzez utwory "Tumblin' Down" i "Tomorrow People". Album wygrał nagrodę Grammy w 1989 za najlepszą płytę jamajską.

## Lista utworów
1. "Conscious Party" – 4:54
2. "Lee and Molly" – 4:27
3. "Tomorrow People" – 3:38
4. "New Love" – 3:41
5. "Tumblin' Down" – 4:01
6. "We a Guh Some Weh" – 3:51
7. "A Who a Say" – 3:33
8. "Have You Ever Been to Hell" – 5:22
9. "We Propose" – 4:34
10. "What's True" – 3:27
11. "Dreams of Home" – 4:54